# 雷电增三
飛馬座57，又名BD+07 4981，HD 218634、SAO 128001、HR 8815，是飛馬座的一颗恒星，视星等为5.12，位于銀經84.77，銀緯-46.51，其B1900.0坐标为赤經23h 4m 28.5s，赤緯+8° -46.51′ 7″。